# Crkva sv. Andrije u Trogiru
Crkva sv. Andrije, rimokatolička crkva na području Grada Trogira, zaštićeno kulturno dobro.

## Opis dobra
Crkva sv. Andrije smještena je na vrhu brijega Balana na Čiovu. Crkva je jednobrodna s polukružnom apsidom, a orijentirana je u smjeru istok-zapad. Nad ulaznim vratima nalazi se kameni romanički srpasti luk. S južne i sjeverne strana vrata nalazi se po jedan prozor kvadratnog oblika s jednostavnim, glatkim kamenim pragovima. Pretpostavke istraživača su da stariji dio crkve pripada ranoromaničkoj fazi, a u 16.st. došlo je do rušenja izvornog pročelja te prigradnje novijeg dijela. U središnjem dijelu svetišta pred apsidom nalazi se zidani oltar iz 7.st. Unutrašnjost crkve je presvođena kamenom samo u starijem dijelu dok noviji dio crkve ima drvenu krovnu konstrukciju.

## Zaštita
Pod oznakom Z-4902 zavedena je kao nepokretno kulturno dobro - pojedinačno, pravna statusa zaštićena kulturnog dobra, klasificirano kao "sakralna graditeljska baština".